# 푸케코헤 AFC
푸케코헤 AFC(Pukekohe Association Football Club)는 뉴질랜드 푸케코헤에 있는 축구단이다.
구단은 현재 남자부와 여자부 모두 시니어 리그에 참가하고 있다. 남자 및 여자 1군 팀을 제외한 모든 팀이 오클랜드 축구 연맹 대회에 참여한다. 남자 1군 팀은 현재 오클랜드 축구 연맹 및 노던 리그 콘퍼런스 대회에서 뛰고 있으며, 여자 프리미어 팀은 노던 리그 여자 프리미어에서 참가하고 있다.